# وینچنزو روسلو
وینچنزو روسلو (ایتالیایی: Vincenzo Rossello; ۱۶ فوریهٔ ۱۹۲۳ – ۲۰ ژانویهٔ ۱۹۸۹) دوچرخه‌سوار اهل ایتالیا بود.